# Xã Washington, Quận Douglas, Missouri
Xã Washington (tiếng Anh: Washington Township) là một xã thuộc quận Douglas, tiểu bang Missouri, Hoa Kỳ. Năm 2010, dân số của xã này là 700 người.